# Birgit Vanderbekeová
Birgit Vanderbekeová (nepřechýleně Birgit Vanderbeke, 8. srpna 1956, Dahme/Mark, Německo – 24. prosince 2021) byla německá spisovatelka. Její mladší bratr je univerzitní profesor v oboru anglistiky Dirk Vanderbeke.

## Život a dílo
Studovala právo a romanistiku ve Frankfurtu nad Mohanem. Na autorskou dráhu se vydala až ve věku 34 let. Ihned v roce 1990 se stala za povídku Das Muschelessen laureátkou Ceny Ingeborg Bachmannové.

### Publikační činnost (výběr)

#### Próza
- Ich freue mich, dass ich geboren bin. München: Piper Verlag, 2016. 154 S.
- Der Sommer der Wildschweine. München: Piper Verlag, 2014.152 S.
- Die Frau mit dem Hund: Roman. München: Piper Verlag, 2012. 148 S.
- Das lässt sich ändern: Roman. München: Piper Verlag, 2011. 160 S.
- Die sonderbare Karriere der Frau Choi. Frankfurt am Main: S. Fischer Verlag, 2007. 124 S.

### České překlady
- Spolu každý sám (orig. 'Alberta empfängt einen Liebhaber'). 1. vyd. Praha: Eroika, 2003. 99 S. Překlad: Růžena Salaquarda